# Bougainville (métro de Marseille)
Pour les articles homonymes, voir Bougainville.
Bougainville est une station de la ligne 2 du métro de Marseille. Située boulevard Ferdinand de Lesseps, à la limite entre les 14e et 15e arrondissements, elle dessert les quartiers des Crottes, du Canet et de Saint-Mauront.

## Histoire
La station a été ouverte le 14 février 1987, en même temps que le troisième tronçon de la ligne 2 dont elle constitue alors le terminus nord jusqu’au 16 décembre 2019, date où le terminus de la ligne 2 est repoussé un peu plus au nord avec l'ouverture de la station Gèze après le dépôt Zoccola.
En 2014, un homme meurt dans la station, poussé sur les rails par un déséquilibré.

## Architecture et équipements
Bougainville est une station aérienne : la ligne de métro emprunte le viaduc de Bougainville, un ouvrage d'art de 670 m qui passe au dessus du boulevard Ferdinand de Lesseps puis par la station et se poursuit ensuite vers le dépôt des trains Zoccola en direction de Gèze. La station est de forme presque cubique en béton teinté avec quatre tours recouvertes de béton ocre clair cannelés avec agrégats apparents. La station comprend un hall des voyageurs — accessibles par deux escaliers latéraux (dont l'un est relié à une passerelle piétonne franchissant le boulevard) — à partir duquel se fait l'accès aux quais.
La station surplombe un parc-relais de la RTM.

## Accès
La station est desservie par les lignes suivantes :
Terminus Bougainville
- Lignes    en direction des Aygalades ou de Bertrandon (le dimanche).
- Lignes    en direction de la Nerthe ou de l'Estaque.
- Ligne  en direction du Métro Rond-Point du Prado.
- Ligne de nuit  en direction d’Estaque Riaux.
- Ligne d’autocar 36 en direction d’Airbus Helicopters via Arenc Le Silo, Marignane et Gignac-la-Nerthe.

Arrêt Bougainville
- Ligne d’autocar 49 en direction d’Arenc le Silo ou d’Aix-en-Provence.

## Services
- Service assuré du lundi au dimanche de 5h à 1h.
- Distributeurs de titres: possibilité de régler par billets, pièces, carte bancaire.
- Parking relais accessible tous les jours de 4h30 à 20h, d'une capacité de 184 places.